# Mayssa Pessoa
Mayssa Raquel de Oliveira Pessoa, född 11 september 1984 i João Pessoa, är en brasiliansk handbollsmålvakt.

## Klubbkarriär
Mayssa Pessoa började spela handboll i brasilianska klubben João Pessoa Handebol från 2000-2005. Hon spelade sedan ett år i portugisiska klubben Gil Eanes 2005-2006. Efter det året spelade hon i Spanien för CB Ermuko Errotabarri 2006-2007sedan för BM Zaragoza 2007-2008 och sista året Spanien för  CB Castro Urdiales 2008-2009. Hon bytte sedan land och spelade för franska Merignac Handball 2009-2010 och året efter för HBF Arvor 29, nu Brest Bretagne HB. Sista klubben i Frankrike för Pessoa blev 2011 Issy Paris. I oktober 2012 avbröt hon kontraktet med Issy och flyttade till den ryska klubben GK Dynamo Volgograd för att ersätta skadedrabbade Anna Sedojkina.  Med Volgograd vann hon ryska mästerskapet 2013 och 2014. 
Sommaren 2014 blev klubbadressen CSM Bukarest. Med CSM Bukarest vann hon mästerskapet i Rumänien 2015 och 2016 och den rumänska cupen 2016. Hon vann också EHF Champions League 2016. I finalen räddade hon totalt två straffar då finalen avgjorde med straffar. 2016 flyttade hon till  ZRK Vardar.  Med Vardar vann hon det makedonska mästerskapet och den makedonska cupen 2017. Från sommaren 2017 hade Pessoa kontrakt med GK Rostov-Don. Med Rostov vann hon det ryska mästerskapet 2018, 2019 och 2020. Sommaren 2021 flyttade hon till rumänska HC Dunărea Brăila.

## Landslagskarriär
Med det brasilianska landslaget i beachhandboll vann Pessoa titeln vid World Games 2005 och bronsmedaljen vid VM 2008. Först efter dessa framgångar började hon spela för brasilianska damlandslaget. Hennes första VM deltagande var vid VM 2009 i Kina.
Pessoa var med i Brasiliens landslag i handboll vid olympiska sommarspelen 2012 i London. Vid OS var hon en av 20 idrottare som öppet erkände sin homosexualitet. 2013 vann hon Pan American Championship med Brasilien. Samma år vann hon VM i damhandboll i Serbien. Hon deltog även vid olympiska sommarspelen 2016 i Rio de Janeiro. 